# Strada statale 319 Sellanese
La ex strada statale 319 Sellanese (SS 319), ora strada regionale 319 Sellanese (SR 319), è una strada regionale italiana che si snoda in Umbria.

## Storia
La strada Sellanese prima della statizzazione avvenuta con DM del 01/02/1962 era una strada provinciale classificata tale con Regio Decreto n. 5827 del 11/08/1870 pubblicato sulla Gazzetta Ufficiale del Regno d'Italia al n. 256.

## Percorso
La strada ha origine a Casenove, frazione montana di Foligno, distaccandosi da un tratto ormai dismesso della strada statale 77 della Val di Chienti. Il percorso prosegue in direzione sud, raggiungendo la frazione Rasiglia prima di salire verso il valico del Soglio (828 m s.l.m.). La strada continua verso la frazione di Villamagina, prima di raggiungere Sellano.
Il tracciato, puntando sempre verso sud, entra nel comune di Cerreto di Spoleto, passando a valle del centro abitato, e terminando a Borgo Cerreto, dove si innesta nella ex strada statale 209 Valnerina.
In seguito al decreto legislativo n. 112 del 1998, dal 2001 la gestione è passata dall'ANAS alla Regione Umbria che ha poi ulteriormente devoluto le competenze alla Provincia di Perugia, mantenendone comunque la titolarità.